# Maybourne Hotel Group

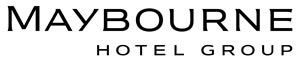

Maybourne Hotel Group – grupa inwestorów z Irlandii i Kataru, która jest właścicielem i zarządza luksusowymi hotelami The Connaught, Claridge’s i The Berkeley w Londynie.

## Historia i hotele grupy
Hotele The Berkeley, Claridge’s i The Connaught wraz z hotelem Savoy od początku XIX wieku były własnością Savoy Group Hotel. Gdy hotel Savoy został sprzedany w roku 2004, grupa Savoy zyskała nowych inwestorów i zmieniła nazwę na Maybourne Hotel Group. Obecnie grupa zarządza najbardziej renomowanymi hotelami w Londynie i w innych miastach.

### The Connaught
Hotel The Connaught został wybudowany w 1815 roku pod nazwą Prince of Saxe Coburg Hotel. Nazwę zmieniono w czasie I wojny światowej, aby nie brzmiała tak niemiecko, na The Connaught, na cześć syna królowej Wiktorii Artura, pierwszego księcia Connaught. Hotel znajduje się przy Carlos Place, Mayfair.

### Claridge’s
Hotel Claridge’s  powstał w 1812 roku jako Mivart’s Hotel przy Brook Street, Mayfair. W roku 8154 hotel nazwano Claridge’s od nazwiska ówczesnych właścicieli państwa Claridges. W roku 1898 na tym samym miejscu, po wyburzeniu starego budynku, powstał nowy hotel Claridge’s funkcjonujący do dziś. 

### The Berkeley
Hotel The Berkeley początkowo funkcjonował jako stacja dyliżansów pocztowych jeżdżących z Londynu do Gloucester pod nazwą The Gloucester coffee house. Od 1897 r. zyskał nazwę The Berkeley od nazwy ulicy Berkeley Street. W roku 1972 został wybudowany nowy budynek hotelu przy Wilton Place, gdzie mieści się do dziś.   

### Inne hotele
W grudniu 2019 roku Maybourne Hotel Group nabył Montage Hotel w Beverly Hills w Kalifornii. Przejęcie tego hotelu jest strategią globalnej ekspansji grupy, wprowadzającej Maybourne Hotel Group na nowe rynki na całym świecie.

## Galeria

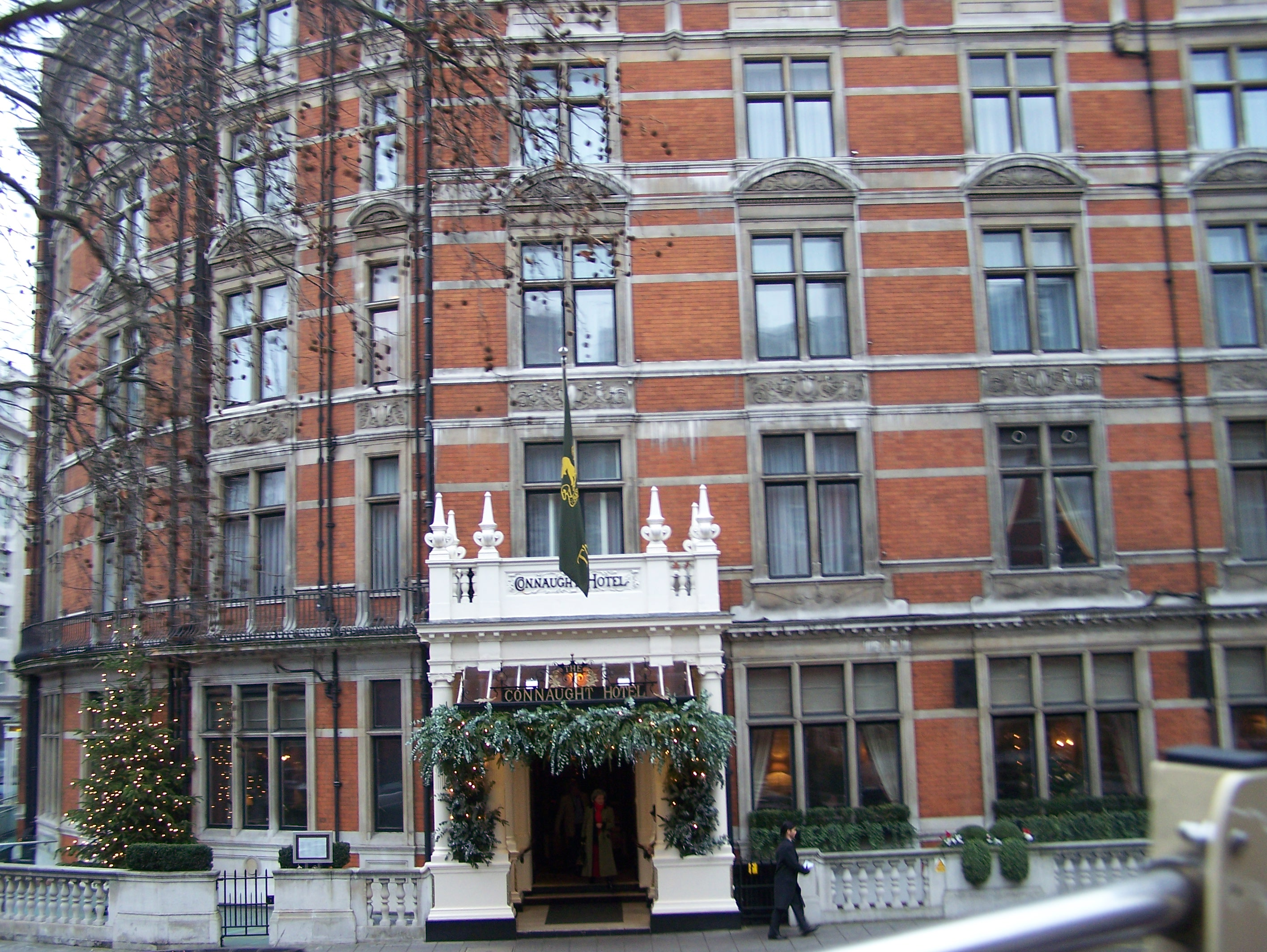
The Connaught
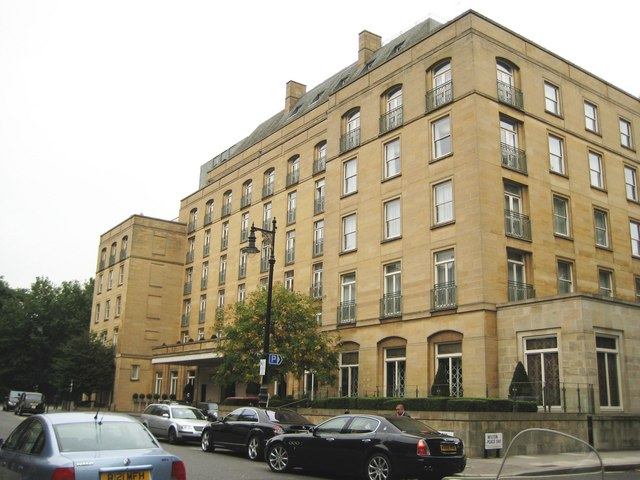
The Berkeley